# Færist
En færist (også kreaturrist eller kirkerist) er en rist eller lignende, der placeres i vejbanen, hvor en vej krydser et hegn eller gærde, og hvor man ønsker at kreaturer bliver på den ene side. Færiste anvendes typisk ved dyrefolde, men var tidligere også i brug ved kirkegårde. 